# Salmo 43
El salmo 43  es, según la numeración hebrea, el cuadragésimo tercer salmo del Libro de los salmos de la Biblia. Corresponde al salmo 42 según la numeración de la Biblia Septuaginta griega, empleada también en la Vulgata latina. Por este motivo, recogiendo la doble numeración, a este salmo también se le refiere como el salmo 43 (42).
En latín, se conoce como "Iudica me Deus".
En la Biblia hebrea se atribuye a los hijos de Coré.
El salmo es una parte regular de las liturgias judía, católica, luterana , anglicana y otras liturgias protestantes.

## Texto
La siguiente tabla muestra el texto en hebreo del salmo con vocales, junto con el texto en griego koiné de la Septuaginta  y la traducción al español de la Biblia del Rey Jacobo. Tenga en cuenta que el significado puede diferir ligeramente entre estas versiones, ya que la Septuaginta y el texto masorético provienen de tradiciones textuales diferentes.  En la Septuaginta, este salmo está numerado como Salmo 42.
| # | Hebreo                                                                     | Español | Griego |
| - | -------------------------------------------------------------------------- | --- | --- |
| 1 | שׇׁפְטֵ֤נִי אֱלֹהִ֨ים ׀ וְרִ֘יבָ֤ה רִיבִ֗י מִגּ֥וֹי לֹֽא־חָסִ֑יד מֵ֤אִישׁ מִרְמָ֖ה וְעַוְלָ ֣ה תְפַלְּטֵֽנִי׃             | Júzgame, oh Dios, y defiende mi causa contra una nación impía; líbrame del hombre engañoso e injusto.                                              | Ψαλμὸς τῷ Δαυΐδ. - ΚΡΙΝΟΝ με, ὁ Θεός, καὶ δίκασον τὴν δίκην μου ἐξ ἔθνους οὐχ ὁσίου· ἀπὸ ἀνθρώπου ἀδίκου καὶ δολίου ῥῦσαί με.                       |
| 2 | כִּֽי־אַתָּ֤ה ׀ אֱלֹהֵ֣י מָֽעוּזִּי֮ לָמָ֢ה זְנַ֫חְתָּ֥נִי לָֽמָּה־קֹדֵ֥ר אֶתְהַלֵּ֗ךְ ב ּלַ֣חַץ אוֹיֵֽב׃                   | Porque tú eres el Dios de mi fuerza: ¿por qué me desechas? ¿Por qué voy lamentándome por la opresión del enemigo?                                  | ὅτι σὺ εἶ ὁ Θεὸς κραταίωμά μου· ἱνατί ἀπώσω με; καὶ ἱνατί σκυθρωπάζων πορεύομαι ἐν τῷ ἐκθλίβειν τὸν ἐχθρόν μου;                                     |
| 3 | שְׁלַח־אוֹרְךָ֣ וַ֭אֲמִתְּךָ הֵ֣מָּה יַנְח֑וּנִי יְבִיא֥וּנִי אֶל־הַֽר־קׇ֝דְשְׁךָ֗ וְאֶל־מִש ְׁכְּנוֹתֶֽיךָ׃                | Envía tu luz y tu verdad; que ellas me guíen y me lleven a tu monte santo y a tus tabernáculos.                                                    | ἐξαπόστειλον τὸ φῶς σου καὶ τὴν ἀλήθειάν σου· αὐτά με ὡδήγησαν καὶ ἤγαγόν με εἰς ὄρος ἅγιόν σου καὶ εἰς τὰ σκηνώματά σου.                           |
| 4 | וְאָב֤וֹאָה ׀ אֶל־מִזְבַּ֬ח אֱלֹהִ֗ים אֶל־אֵל֮ שִׂמְחַ֢ת גִּ֫ילִ֥י וְאוֹדְךָ֥ בְכִנּ֗וֹר אֱל ֹהִ֥ים אֱלֹהָֽי׃            | Entonces iré al altar de Dios, a Dios, mi alegría suprema; sí, con el arpa te alabaré, oh Dios, Dios mío.                                          | καὶ εἰσελεύσομαι πρὸς τὸ θυσιαστήριον τοῦ Θεοῦ, πρὸς τὸν Θεὸν τὸν εὐφραίνοντα τὴν νεότητά μου· ἐξομολογήσομαί σοι ἐν κιθάρᾳ, ὁ Θεός, ὁ Θεός μου.    |
| 5 | מַה־תִּשְׁתּ֬וֹחֲחִ֨י ׀ נַפְשִׁי֮ וּֽמַה־תֶּהֱמִ֢י עָ֫לָ֥י הוֹחִ֣ילִי לֵ֭אלֹהִים כִּי־ע֣וֹד אוֹדֶ֑נּוּ יְשׁוּעֹ֥ת פָּ֝נַ֗י וֵאלֹהָֽי׃ | ¿Por qué te abates, alma mía, y por qué te agitas dentro de mí? Espera en Dios, porque aún alabaré a aquel que es la salud de mi rostro y mi Dios. | ἱνατί περίλυπος εἶ, ἡ ψυχή μου; καὶ ἱνατί συνταράσσεις με; ἔλπισον ἐπὶ τὸν Θεόν, ὅτι ἐξομολογήσομαι αὐτῷ· σωτήριον τοῦ προσώπου μου καὶ ὁ Θεός μου. |

### Versión de la Biblia del Rey Jacobo
1. Júzgame, oh Dios, y defiende mi causa contra una nación impía; Líbrame del hombre engañoso e injusto.
2. Porque tú eres el Dios de mi fuerza: ¿por qué me rechazas? ¿Por qué voy en duelo por la opresión del enemigo?
3. Envía tu luz y tu verdad: que me guíen; que me lleven a tu monte santo ya tus tabernáculos.
4. Entonces iré al altar de Dios, a Dios mi mayor gozo; sí, con arpa te alabaré, oh Dios, Dios mío.
5. ¿Por qué te abates, alma mía? ¿Y por qué te inquietas dentro de mí? Espera en Dios, porque aún le alabaré, que es la salud de mi rostro y mi Dios.[6]

## Traducciones latinas

### Vulgata Sixtina Clementina
La Vulgata Sixtina Clementina fue adoptada oficialmente como parte del Breviario Romano en 1592. También se había utilizado en forma de diálogo como preparación para la Misa.
Iudica me, Deus, et discerne causam meam de gente non sancta: ab homine iniquo et doloso erue me. Quia tu es, Deus, fortitudo mea: quare me repulisti? et quare tristis incedo, dum affligit me inimicus? Emitte lucem tuam et veritatem tuam: ipsa me deduxerunt, et adduxerunt in montem sanctum tuum, et in tabernacula tua. Et introibo ad altare Dei, ad Deum qui laetificat iuventutem meam. Confitebor tibi in cithara, Deus, Deus meus. Quare tristis es, anima mea? et quare conturbas me? Spera in Deo, quoniam adhuc confitebor illi, salutare vultus mei, et Deus meus.

### Traducción de Pío XII
El salterio de Pío  XII se completó en 1945 y posteriormente se imprimió en la mayoría de los breviarios hasta la revisión que seguí el Concilio Vaticano II.
Ius redde mihi, Deus, et age causam meam adversus gentem non sanctam; ab homine doloso et iniquo libera me, Quia tu es, Deus, fortitudo mea: Quare me reppulisti? Quare tristis incedo, ab inimico oppressus? Emitte lucem tuam et fidelitatem tuam: ipsae me ducant, adducant me in montem sanctum tuum et in tabernacula tua. Et introibo ad altare Dei, ad Deum laetitiae et exsultationis meae, Et laudabo te cum cithara, Deus, Deus meus! 5 Quare deprimeris, anima mea, et tumultuaris in me? Spera in Deum: quia rursus celebrabo eum, Salutem vultus mei et Deum meu.

### Nova Vulgata
La Nova Vulgata, una nueva traducción del hebreo se completó en 1979 para uso litúrgico. Es la versión utilizada en la edición típica actual de la Liturgia Horarum.
Iúdica me, Deus, et discérne causam meam de gente non sancta; ab hómine iníquo et dolóso érue me. Quia tu es Deus refúgii mei; quare me reppulísti, et quare tristis incédo, dum afflígit me inimícus? Emítte lucem tuam et veritátem tuam;ipsæ me dedúcant et addúcant in montem sanctum tuum et in tabernácula tua. Et introíbo ad altáre Dei, ad Deum lætítiæ exsultatiónis meæ. Confitébor tibi in cíthara, Deus, Deus meus. Quare tristis es, ánima mea, et quare conturbáris in me? Spera in Deo, quóniam adhuc confitébor illi, salutáre vultus mei et Deus meus.

### Vulgata de Stuttgart
La Vulgata de Stuttgart, acabada en 1969, es una versión no litúrgica para uso académico.
Iudica me Deus et discerne causam meam a gente non sancta a viro doloso et iniquo salva me. Tu enim Deus fortitudo mea quare proiecisti me quare tristis incedo adfligente inimico. Mitte lucem tuam et veritatem tuam ipsae ducent me et introducent ad montem sanctum tuum et ad tabernaculum tuum. Et introibo ad altare tuum ad Deum laetitiae et exultationis meae. Et confitebor tibi in cithara Deus Deus meus, quare incurvaris anima mea et quare conturbas me? Expecta Dominum quoniam adhuc confitebor ei salutibus vultus mei et Deo meo.

## Comentarios

### De la iglesia católica

#### A todo el salmo
Con esta súplica se completa la frase comenzada en el Salmo 42,2, expresando a la vez la experiencia actual del salmista y su anhelo esperanzado hacia el porvenir.

#### A los versículos 1-4
La expresión «gente sin piedad» puede referirse tanto a los pueblos no judíos que rodean al exiliado como a quienes han sido infieles a Dios. En el versículo 3, la «luz» y la «verdad» divinas aparecen personificadas: la primera simboliza el amor y la salvación, mientras que la segunda representa la fidelidad y la justicia. La oración del salmista se orienta hacia el porvenir, manifestando su esperanza en la alegría que proviene de experimentar la presencia de Dios en el Templo y de proclamar su alabanza (v. 4). Mientras tanto, reconoce que Dios es su fuente de fortaleza.

La ascética del cristiano exige fortaleza; y esa fortaleza la encuentra en el Creador. Somos la oscuridad, y Él es clarísimo resplandor; somos la enfermedad, y Él es salud robusta; somos la debilidad, y Él nos sustenta, quia tu es, Deus, fortitudo mea (Sal 43,2), porque siempre eres, oh Dios mío, nuestra fortaleza.

#### Al versículo 5
El estribillo adquiere un significado más profundo al concluir la oración, ya que en ese contexto resuenan con mayor fuerza las palabras: «Aún podré alabarlo». En Sal 42,6 el énfasis se centraba en la pregunta: «¿Por qué te abates, alma mía?», mientras que en Sal 42,12 la exhortación era: «Espera en Dios». La figura de Dios como fuente de vida se manifiesta plenamente en Jesucristo —«quien me ha visto a mí ha visto al Padre» (Jn 14,8)— y en su obra salvadora, especialmente a través de los sacramentos. Estos se presentan como auténticas corrientes de agua viva, es decir, de gracia divina, capaces de saciar la sed espiritual del ser humano (cfr Sal 42,2). Las experiencias de turbación que también forman parte del camino cristiano impulsan a acudir con mayor intensidad a estas fuentes de vida.

Las palabras y las acciones de Jesús durante su vida oculta y su ministerio público eran ya salvíficas. Anticipaban la fuerza de su misterio pascual. Anunciaban y preparaban aquello que Él daría a la Iglesia cuando todo tuviese su cumplimiento. Los misterios de la vida de Cristo son los fundamentos de lo que en adelante, por los ministros de su Iglesia, Cristo dispensa en los sacramentos, porque “lo que era visible en nuestro Salvador ha pasado a sus misterios.

## Usos

### Iglesia católica
Este salmo fue recitado o cantado tradicionalmente, de la regla de San Benito de 530 d. C., en la Oficina de los laudes del martes, después del Salmo 50.
En el comienzo de la formatridentina de la Misa del rito romano, el sacerdote lo recitaba con los monaguillos durante las oraciones al pie del altar. Su recitación fue suprimida en 1964 con la Instrucción sobre la implementación de las normas litúrgicas, Inter Oecumenici.
En la Liturgia de las Horas de hoy, se recita o canta en los Laudes del martes de la segunda semana del salterio de cuatro semanas.

### Configuraciones musicales
Michel Richard Delalande escribió un gran motete (S.38) para este salmo en 1693.
Felix Mendelssohn incorporó este salmo (alemán: Richte mich, Gott ) en sus Tres Salmos ( Op.78 ) compuestos en 1843 .